# Fredrik Stånggren
Magnus Fredrik Stånggren, född 19 augusti 1829 i Linköping, död 16 december 1912 i Linköping, var en svensk jurist och politiker. 
Stånggren blev student vid Lunds universitet 1849, avlade kameralexamen 1851, kansliexamen 1852 och hovrättsexamen 1854. Han blev auskultant i Göta hovrätt samma år, e.o. notarie där 1856, blev vice häradshövding 1859 och var borgmästare i Linköping 1870–1905. Han var ledamot av riksdagens andra kammare 1891–1893, invald i Linköpings valkrets. I riksdagen anslöt han sig till Nya lantmannapartiet.